# Coniochaeta hansenii
Coniochaeta hansenii är en svampart som först beskrevs av Cornelius Anton Jan Abraham Oudemans, och fick sitt nu gällande namn av Cain 1934. Coniochaeta hansenii ingår i släktet Coniochaeta och familjen Coniochaetaceae.  Arten är reproducerande i Sverige. Inga underarter finns listade i Catalogue of Life.